# Akvamarin (drágakő)
Elnevezését a latin aqua (=víz) és mare (=tenger) szavakból kapta, és a tengervíz színére utal. Egy legenda szerint a hableányok tengerfenéken őrzött ládáiból származik, ezért lett a tengerészek és a tengeren utazók szerencseköve.
Kékeszöld színének és a vízhez hasonló visszatükröződésének köszönhetően az akvamarin már az ókorban is keresett volt, amikor még népszerűbbek voltak a kékeszöld drágakövek. A rómaiak úgy állapították meg minőségét, hogy a tengerbe merítették a követ, és csak azokat tartották értékesnek, amelyek "eltűntek" a vízben.

## Általános tulajdonságai
Az akvamarin a berill nevű ásvány egyik változata. Kristályai nyúlt hatszöges prizmák. Színe a tengerzöldtől (innen kapta a nevét) a kékig változik. Az akvamarin kristályait gyakran szennyezik idegen ásványok zárványai vagy egyéb anyagok.

## Fizikai-kémiai tulajdonságai
Az akvamarin leggyakoribb színelőfordulása a kék, amelyet a kristályrácsban elhelyezkedő vasatomok okoznak. Az akvamarin jellegzetes tulajdonsága, az úgynevezett pleokroizmus (többszínűség) érdekes jelenség okozója: a poláros fénnyel átvilágított kristály különböző irányokba forgatva más-más színt ölt magára. Az akvamarin következésképpen úgynevezett kettőstörő ásvány, azaz megkétszerezi és eltereli a fénysugarakat. Ha akvamarinon keresztül nézünk valamit, azt megkettőzve látjuk. Bizonyos esetekben macskaszem-hatás is észlelhető, amely a tigrisszemhez hasonló kövek jellegzetessége. Előfordulhat aszterizmus (csillagalakzat) is, amikor a kő felületén négy- vagy hatágú csillag jelenik meg.

## Csiszolás
A színes és törékeny akvamarin nyolcszögletű lépcsőzetes csiszolást igényel. Ez a módszer kiemeli csillogását és megóv a nemkívánatos törésektől. Néha azonban briliáns módjára, vagy cabochon-csiszolással munkálják meg.

## Lelőhelyei
A legfontosabb lelőhelyek Brazíliában (Minas Gerais, Paraíba, Rio Grande do Norte), Madagaszkáron, Oroszországban (az Urál és a bajkálon túli Szibéria) és az Egyesült Államokban (Kalifornia, Connecticut, Maine) találhatók. Kisebb példányok Nigériában is előfordulnak. Olaszországban akvamarint nagyritkán a Codera-völgyben (Sondrio) és Elba szigetén találtak.